# Sedrina

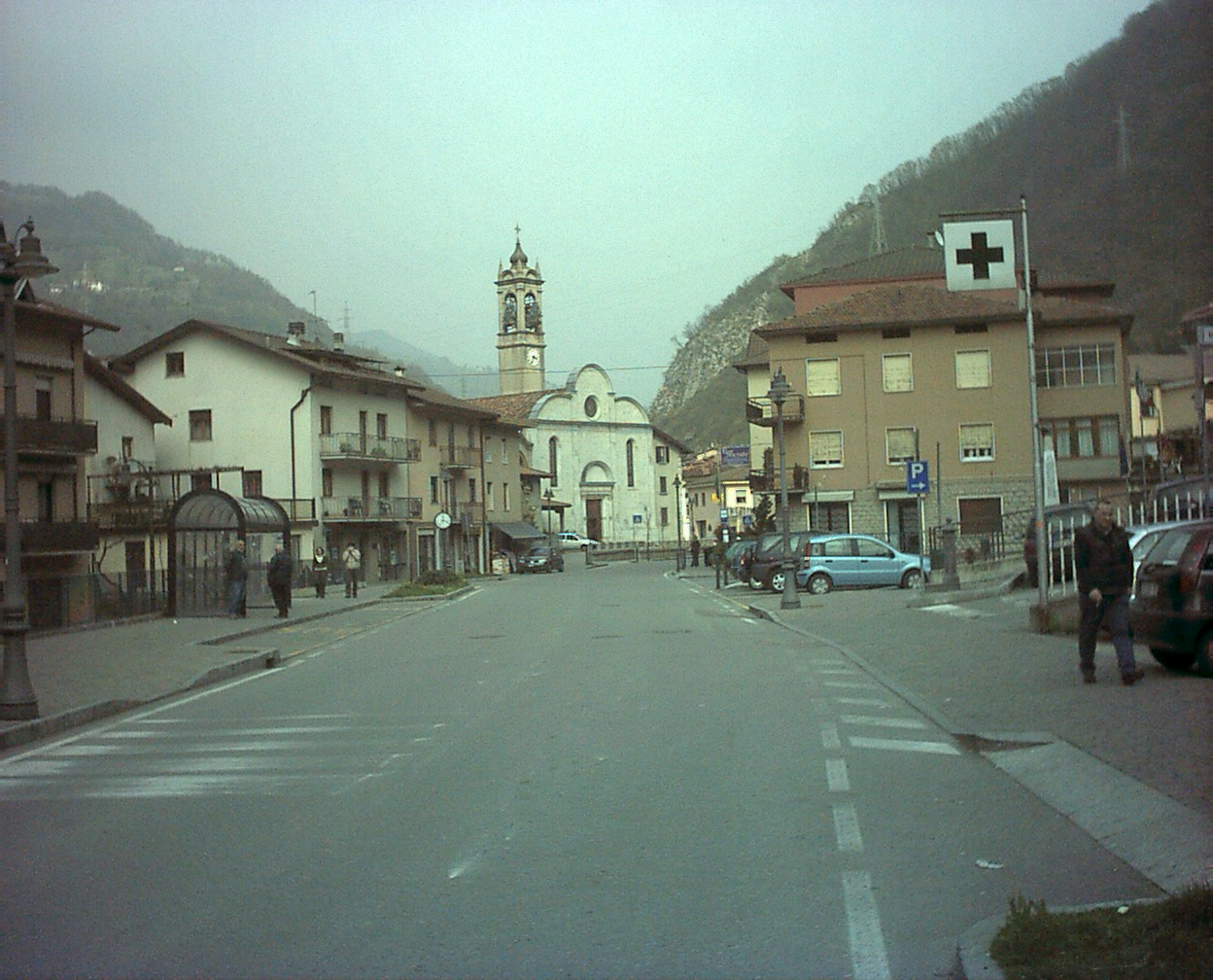
Sedrina

Sedrina ist eine norditalienische Gemeinde (comune) mit 2360 Einwohnern (Stand 31. Dezember 2023) in der Provinz Bergamo in der Lombardei.
Die Gemeinde liegt in der Val Brembana an der Strada Statale 470 etwa 15 Kilometer nördlich der Provinzhauptstadt Bergamo auf der ihr gegenüberliegenden Seite des Parco dei Colli di Bergamo. Durch das Gemeindegebiet fließt entlang der SS 470 der Brembo, über den die als Ponti di Sedrina bekannten Hängebrücken führen.
Durch Sedrina führt der Wanderweg Via Priula von Bergamo nach Morbegno.

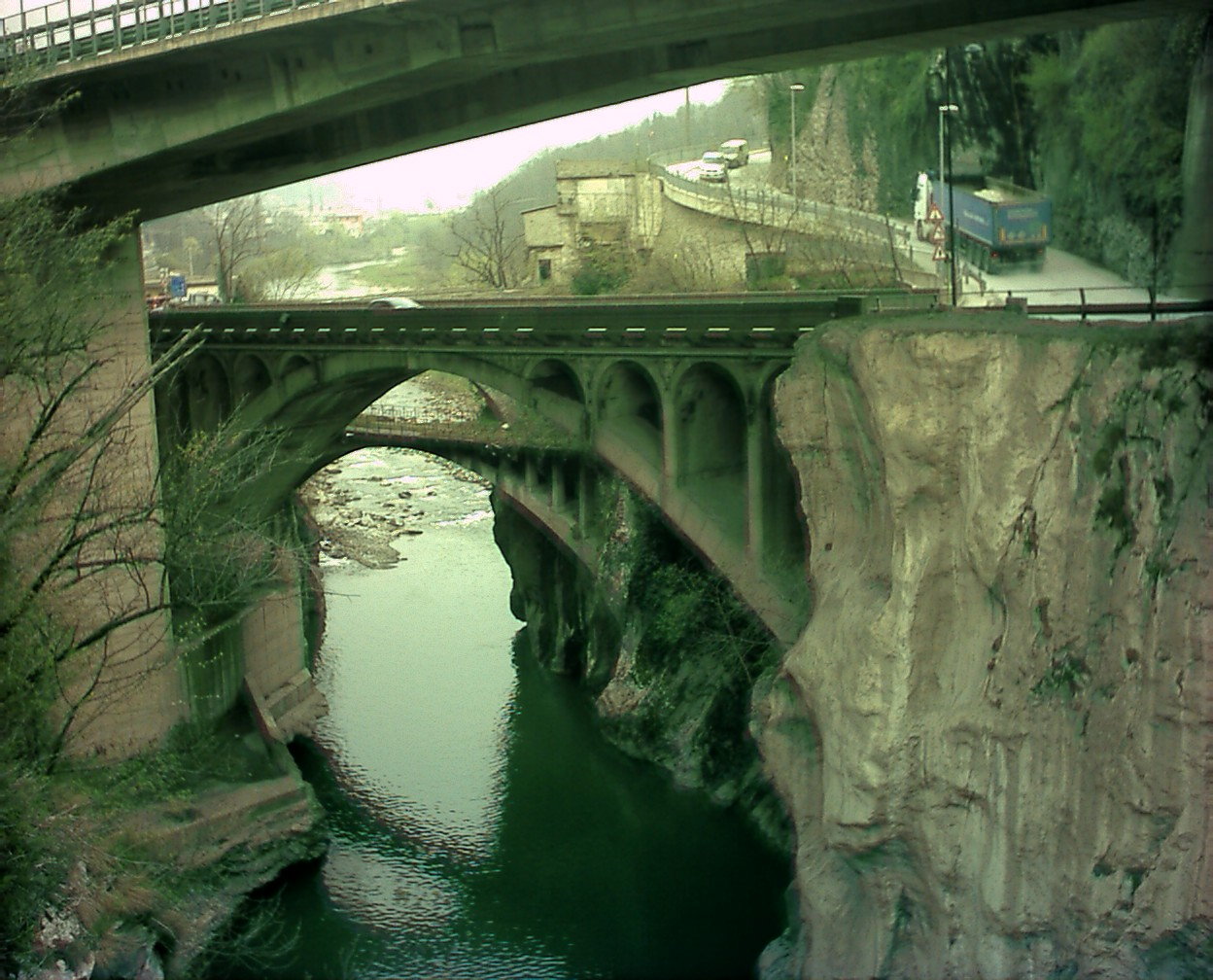
Brücke von Sedrina

## Persönlichkeiten
- Felice Gimondi (1942–2019), Radrennfahrer
- Giovanni Gotti (1912–1988), Radrennfahrer
- Guglielmo Pesenti (1933–2002), Radrennfahrer
- Matteo Salvi (1816–1887), Komponist und Dirigent
- Pietro Ronzoni (1781–1862), Maler